# Paul Naschy

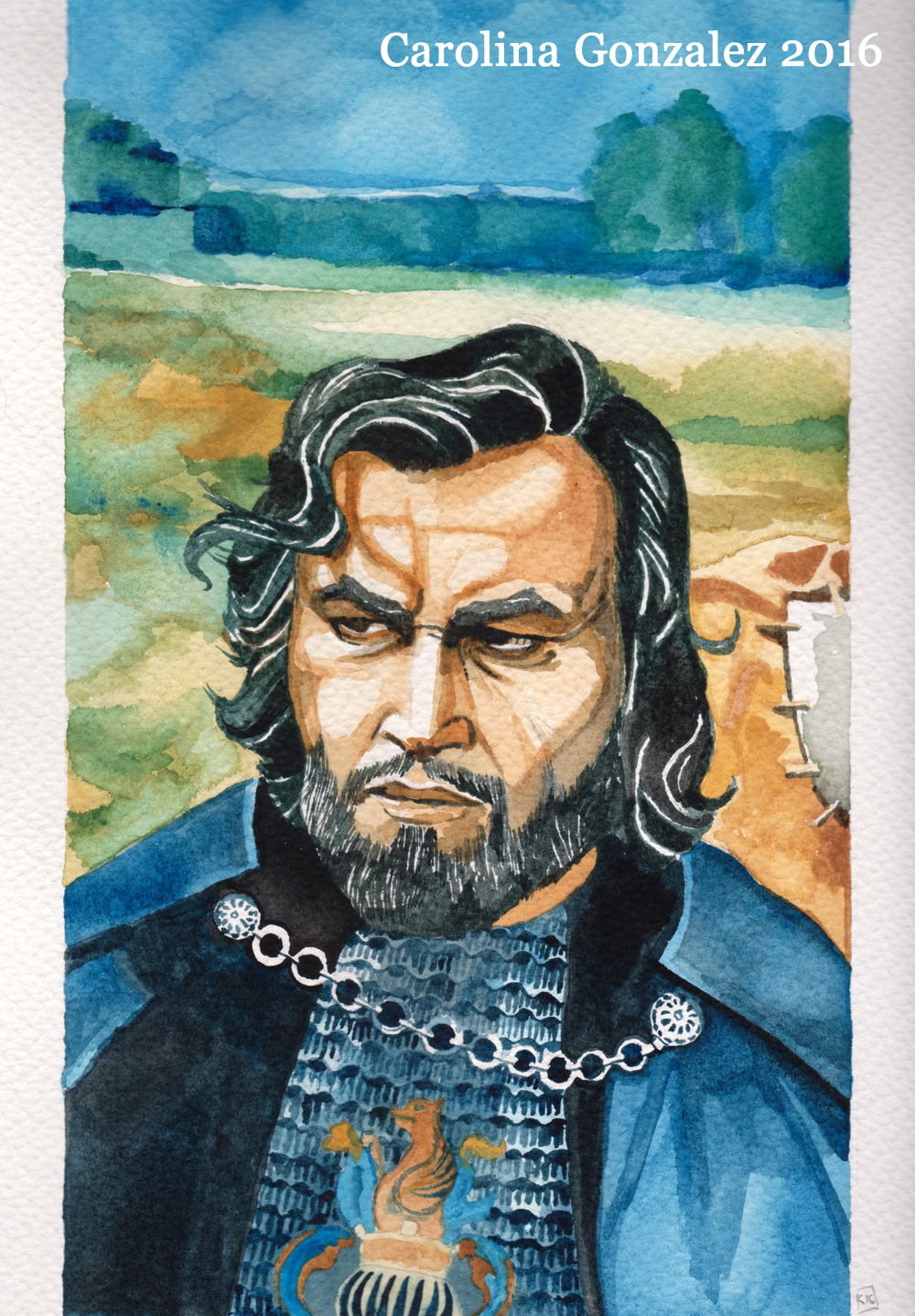
Paul Naschy

Paul Naschy, geboren als Jacinto Molina Álvarez  (Madrid, 6 september 1934 - aldaar, 1 december 2009) was een Spaans acteur, regisseur en scenarioschrijver, gespecialiseerd in horrorfilms.
Molina was catch-vedette en werd filmacteur van bijrollen en als figurant. Hij werd echter beroemd door zijn rol van weerwolf Waldemar Daninsky in de film La Marca del Hombre Lobo (1968) van de Spanjaard Enrique López Eguiluz. Dit personage verscheen nadien in nog 12 andere "Hombre Lobo"-films.
Naschy speelde ook een aantal verwante rollen, zoals Dracula, een mummie en Frankenstein en werd vervolgens scenarioschrijver en regisseur van films uit dit genre. De laatste film van Naschy was de in 2012 postuum uitgebrachte vampierfilm Empus, waarvan hij zowel regisseur, scenarist als acteur was.

## Filmografie (selectie)
- 1961: King of Kings
- 1967: Dove si spara di più
- 1967: Agonizando en el crimen
- 1968: La Marca del Hombre Lobo
- 1970: La Noche de Walpurgis
- 1972: La Furia del Hombre Lobo
- 1972: La rebelión de las muertas
- 1973: El jorobado de la Morgue
- 1973: Los Ojos Azules de la Muneca Rota
- 1973: Blutmesse für den Teufel
- 1976: Inquisición
- 1980: El Retorne del Hombre Lobo
- 1983: Heart Beat
- 1987: El aullido del diablo
- 2001: School Killer
- 2002: Mucha sangre
- 2004: Rottweiler

- Biblioteca Nacional de España: XX845719
- Bibliothèque nationale de France: cb14122249p (data)
- Gemeinsame Normdatei: 141401850
- International Standard Name Identifier: 0000 0000 7827 4774
- Library of Congress Control Number: no2005058437
- Bibliotheek van het Japanse parlement: 01156984
- Nederlandse Thesaurus van Auteursnamen: 394317815
- Système universitaire de documentation: 169218562
- Virtual International Authority File: 58814597